# Ukphoto
UKPHOTO（本名、中西学（Photocreator Manabu Nakanishi、1976年 - ）は、フォトグラファー＆ビデオグラファー
岡山県出身
一般企業に勤めながら、独学で写真＆動画を始める
フリーランス転向後、2011年からは自らの個展も開催。いち早くドローン技術を取り入れ、日本の絶景写真を撮り始める
2020年開催の個展「躍動」では富山県高岡市の伝統文化やそれを後世に受け継ぐ人々を中心とした撮影を行う。富山に限らず、日本の四季や伝統文化をオリジナリティ溢れる視点やカラーで表現するを常に意識し活動を行っている。2022年にはNetflixで展開中のULTRAMAN写真展「Inhnritance」開催。
・公益社団法人 日本写真家協会(JPS)会員
・SONYαアカデミー講師
・FUJIFILM Xフォトグラファー
・一般社団法人 日本UAS産業支援振興協議会 会員(JUIDA)
・Microsoft CERTIFIED Trainer 
・DJI CAMP Specialist
・ダビンチリゾルブ18認定トレーナー

## 主な写真展（個展）
- 2011年　伊勢尾崎咢堂記念館　「Expression」
- 2012年　ニューオーサカホテル心斎橋「HDR×Expression」
- 2012年　京都GOLD SPRINT®BOX 「Expression …and Bicycle」
- 2013年　ニューオーサカホテル心斎橋「SOMECITY OSAKA PHOTO VISON」
- 2016年　ソニーストア　名古屋「世界に魅せたい三重と伊勢志摩の自然」ドローン写真展
- 2016年　イギリス日本大使館　伊勢志摩サミッット写真展示
- 2016年　日本橋三重テラスにて伊勢志摩コンベンション写真展
- 2016年　ソニーストア名古屋　ONSEN写真展（温泉ソムリエ石井裕子さんとコラボ）
- 2016年　ソニーストア福岡天神　開放の世界
- 2017年　ソニーストア大阪　三重の風景写真
- 2017年　ソニーストア福岡天神　三重の風景写真
- 2017年　ソニーストア名古屋　α９で撮る一瞬
- 2017年　ソニーストア札幌　静止画と動画の融合
- 2020年　躍動~Takaoka's History and Culture ~（富士フイルムイメージングプラザ東京）
- 2020年　躍動~Takaoka's History and Culture ~（富士フイルムイメージングプラザ大阪）
- 2020年　続..躍動~Takaoka's History and Culture ~（ミュゼ福岡写真館）
- 2022年　中西学×ULTRAMAN「Inheritance」（富士フイルムイメージングプラザ東京）
- 2022年　中西学×ULTRAMAN「Inheritance」（富士フイルムイメージングプラザ大阪）
- 2022年　TSUBURAYA EXHIBITION2022 in 宮崎（ULTRAMAN）
- 2022年　FUJIFILM 東京ミッドタウン InstaxEVO写真展示
- 2023年　FUJIFILM ワンダーフォトショップ　劇場版グリッドマンユニバース写真展
- 2023年　FUJIFILM square東京　ウルトラセブン55周年記念写真展
- 2023年　ソニーストア銀座　LEON×VAIO写真展
- 2024年　FUJIFILM ワンダーフォトショップ　ウルトラマンゼロ15周年写真展

## 主な写真集＆著者
- 2012年　Expression」
- 2012年　「Contest of the light」
- 2021年　SONY ZV-1解説書（ナイスク）
- 2023年　劇場版グリッドマンユニバース写真「PhotoZIN」
- 2024年　ウルトラマンゼロ15周年写真集